# Ángel de Martos y Navarrete
Ángel de Martos y Navarrete fue gobernador de la provincia española de Texas entre 1759 y 1766.

## Biografía
Antes de asumir el cargo de gobernador de Texas, Navarrete era teniente naval. Fue nombrado gobernador de Texas el 21 de agosto de 1756, pero no pudo ejercer el cargo hasta el 6 de febrero de 1759 debido a que el gobernador anterior,  Jacinto de Barrios y Jáuregui, estaba aún ocupado con la construcción del Presidio de San Agustín de Ahumada, en la parte baja del río Trinity. Por lo tanto, hasta su llegada al gobierno de Texas, gobernó Coahuila (en el actual México). Tras asumir Navarrete el gobierno de Texas, el militar español Diego Ortiz de Parrilla, quien comandaba la Misión de Santa Cruz San Saba, tuvo que defender el presidio ante ciertas tribus nativas del norte, los cuales lo había atacado en 1758.  Además, el 23 de noviembre de 1763 Navarrete tuvo un conflicto con Rafael Martínez Pacheco, comandante del Presidio de San Agustín de Ahumada: Navarrete consideró que su trabajo no era el apropiado y, además, no recibió información alguna de Pacheco sobre las políticas desarrolladas por este. Debido a esto, Navarrete ordenó el reemplazo de Pacheco de su cargo, el traslado del presidio de San Agustín de Ahumada a Los Hortoncitos, y el encarcelamiento de Pacheco. Navarrete envió a uno de sus hombres, Marcos Ruiz, para expulsar a Pacheco del presidio. Ruiz quemó el presidio y la casa de este. Así, Pacheco tuvo que abandonar la zona y se trasladó a La Bahía y San Antonio. El virrey de Nueva España, Carlos Francisco de Croix decidió reunirse con Navarrete en la Ciudad de México para explicarle lo sucedido. Después de esto, nombró a Hugo Oconór para que se hiciera cargo temporalmente del gobierno de la provincia.
En 1767 Hugo O'Conor viajó a San Antonio, Texas para iniciar su administración e investigar los problemas ocurridos durante el gobierno de Navarrete. La investigación de Oconor concluyó con la exculpación de Pacheco, a quien le permitió regresar al presidio. Oconór encarceló a Ruiz. Según los informes de Oconór, Navarrete no hizo nada para "evitar el deterioro del equipo y la moral de la guarnición". De hecho, comerció con los bienes de la guarnición, vendiéndolos y quedándose con todas las ganancias. Oconór también le criticó por comerciar con los colonos franceses de Natchitoches, a pesar de ser enemigos de los españoles. De hecho, Navarrete obtuvo las provisiones de ellos.
Por otro lado, el juicio al que fue sometido por haber quemado el presidio duró catorce años, y culminó con el pago de una importante multa.